# 유리언 팀버르
유리언 다비트 노르만 팀버르(네덜란드어: Jurriën David Norman Timber, 네덜란드어 발음: [ˈjʏri(j)ən ˈtɪmbər], 2001년 6월 17일~)는 네덜란드의 축구 선수로 포지션은 센터백, 오른쪽 풀백이다. 현재 프리미어리그의 아스널과 네덜란드 축구 국가대표팀에서 활동하고 있으며 기본 포지션은 센터백이지만 오른쪽 풀백 또한 소화할 수 있다. 대한민국에서는 이름 'Jurriën'에 대해 국립국어원이 정한 표기인 위리엔 팀버르, 위리엔과 유리언이 섞인 유리엔 팀버르로도 알려져 있다.
퀴라소계 아버지와 아루바계 어버니 사이에서 태어난 팀버르는 페예노르트에서 유소년 선수로 뛰었다. 그는 2014년 아약스의 유소년 아카데미에 입단한 후 2020년 3월 아약스 1군에 데뷔했다. 아약스에서 에레디비시 2회, KNVB컵 1회 우승을 달성했고 2022년 마르코 판 바스턴 상을 받은 팀버르는 2023년 7월 3,400만 파운드(약 3,965만 유로)에 아스널로 이적했다.
팀버르는 네덜란드 청소년 대표팀에서 총 29경기를 소화했고, 네덜란드 U-17 축구 국가대표팀 소속으로 2018년 UEFA U-17 축구 선수권 대회에서 우승을 경험했다. 그는 2021년 6월 네덜란드 축구 국가대표팀에 데뷔했다.

## 어린 시절
유리언 팀버르는 2001년 6월 17일 위트레흐트에서 퀴라소에서 네덜란드로 이주한 아버지 마뒤로(네덜란드어: Maduro)와 아루바에서 네덜란드로 이주한 어머니 마릴린 팀버르(네덜란드어: Marilyn Timber) 사이에서 쌍둥이 형제 크빈턴 팀버르와 함께 팀버르 5형제들 중 4번째로 태어났다. 마릴린은 마뒤로가 떠난 후 팀버르 5형제를 혼자 키웠고, 형제들은 아버지의 성이 아닌 어머니의 성 팀버르를 선택했다.

## 구단 경력
팀버르는 페예노르트와 아약스 유소년팀을 거쳤고 2020년 아약스 1군 선수가 되었다. 같은 해 2020년 3월 7일 SC 헤이렌베인과의 경기를 통해 프로 데뷔전을 가졌다. 2021년 5월 2일 FC 에먼을 4-0으로 꺾은 경기에서 프로 경력 첫 골을 기록했다.
리그 2회 연속으로 우승을 차지했으며 2023년 7월 14일 프리미어리그의 아스널 FC로 이적했다. 8월 6일에 2023 FA 커뮤니티 실드에서 맨체스터 시티와의 경기를 통해 아스널 선수로서 첫 경기를 가졌고 아스널은 승부차기로 승리했다. 8월 12일 노팅엄 포리스트와의 홈 경기에서 2-1로 승리하며 프리미어리그 데뷔 경기를 치렀다. 그러나 후반 5분에 부상으로 도미야스 다케히로와 교체되었고 전방 십자인대 파열 진단을 받으며 남은 경기에 출전하지 못했다.

## 국가대표팀 경력
네덜란드 연령별 청소년 대표팀을 거쳤으며 2018년 UEFA U-17 축구 선수권 대회에서 우승을 달성했다. 2021년 5월 네덜란드 축구 국가대표팀의 감독인 프랑크 더 부르에 의해 UEFA 유로 2020 본선 대표팀에 발탁되었고 같은 해 6월 2일에 스코틀랜드와의 친선 경기에 선발 출전하면서 A매치 데뷔를 했다. 경기는 3-2로 네덜란드팀이 승리했으며 팀버르는 69분에 스티븐 베르하위스와 교체되었다. 유로 2020 조별 리그 1차전인 우크라이나전에서 선발로 출전했으며 88분에 요엘 펠트만과 교체되었다. 2차전인 오스트리아전은 출전하지 않았으며 3차전인 북마케도니아전에서 하프타임 때 스테판 더 프레이와 교체 투입되면서 경기에 출전했다. 체코와의 16강전에서는 81분에 데일리 블린트와 교체 투입되었지만 경기는 0-2로 패하면서 탈락했다.
2022년 11월 루이 판 할 감독에 의해 2022년 FIFA 월드컵에 참가하는 네덜란드 팀의 최종 명단에 포함되었다. 팀버르는 세네갈과의 조별 리그 첫 경기에는 출전하지 못했으며 에콰도르와 1-1 무승부를 낸 2차전과 카타르와의 2-0 승리를 거둔 3차전 경기에서 90분을 뛰었다. 그는 미국과의 16강전과 아르헨티나와의 8강전 경기 모두 90분을 뛰었는데, 네덜란드는 승부차기에서 아르헨티나에게 패해 8강에서 탈락했다.

## 개인사
유리언에게는 이복형 스하미르 팀버르(네덜란드어: Shamier Timber), 크리스 팀버르(네덜란드어: Chris Timber)와 동복형 딜란 팀버르 총 3명의 형들이 있고 쌍둥이 형제 크빈턴 팀버르가 있다. 쌍둥이 형제 크빈턴과 형 딜란은 유리언처럼 축구 선수로 활동하고 있으며 2024년 2월 기준으로 크빈턴은 페예노르트 로테르담에서, 딜란은 VVV 펜로에서 활동하고 있다.

## 수상 내역
AFC 아약스
- 에레디비시: 2020-21[6], 2021-22[7]
- KNVB 베커르: 2020-21[8]

 아스널 FC
- FA 커뮤니티 실드: 2023[9]

 네덜란드 U-17 축구 국가대표팀
- UEFA U-17 축구 선수권 대회: 2018[5]

개인
- 퀴라소 올해의 축구 선수: 2021[10]
- 에레디비시 올해의 선수: 2021-22[11]
- 에레디비시 올해의 재능: 2021-22[11]
- 에레디비시 이달의 재능: 2021년 4월[12], 2021년 9월[13], 2021년 11월[14]
- 에레디비시 이달의 팀: 2021년 9월[13], 2021년 10월[15], 2021년 11월[16], 2021년 12월[17], 2022년 2월[18], 2023년 2월[19]
- 아약스 올해의 재능(마르코 판 바스턴 상): 2021-22[20]